# La Voz Argentina
La Voz Argentina es un programa de concurso de talentos emitido por Telefe. Es la adaptación local de la franquicia internacional de concurso de canto The Voice que fue creada por el productor de televisión neerlandés John de Mol y tuvo adaptaciones en diversos países del mundo. El programa es producido por Telefe y la empresa británica ITV Studios.
Telefe ha producido cuatro ediciones del programa. La primera temporada del programa se estrenó el domingo 1 de julio de 2012 y culminó el 2 de diciembre de 2012 con Gustavo Corvalán, del equipo de Soledad, como ganador. La segunda temporada se estrenó en octubre de 2018 y finalizó en diciembre del mismo año con Braulio Assanelli, del equipo de Ricardo Montaner, como ganador.
En 2020 se anunció la tercera temporada, que se estrenó finalmente el 24 de junio de 2021 y culminó el 5 de septiembre de 2021, teniendo como ganador a Francisco Benítez, del equipo de Soledad. En 2022, Telefe anunció la producción de una cuarta temporada que se estrenó el 5 de junio del mismo año y finalizó el 12 de septiembre, teniendo como ganador a Yhosva Montoya, del equipo Soledad. En febrero de 2025, Telefe anunció la puesta en marcha de una quinta temporada con fecha de estreno el 23 de junio de ese mismo año. Al mes siguiente, se dio a conocer que la conducción de la nueva edición estará a cargo por primera vez de Nicolás Occhiato en reemplazo de Marley.

## Formato
La Voz consiste en encontrar la mejor voz de Argentina (aunque pueden participar personas de otros países). Para ello deben pasar por una serie de etapas que van desde las audiciones a ciegas a shows en vivo, estas han ido cambiando o variando su dinámica a lo largo de las temporadas.

### Audiciones a ciegas
En esta primera etapa, los coaches están de espaldas a los participantes y se guían solo por su voz. Si la voz del participante les agrada a los coaches, apretaran el botón («Quiero tu voz») que hará girar su silla frente al participante, para finalmente conocerlo e indicar que el participante ha sido seleccionado. Si más de un coach aprieta el botón, el participante tendrá la opción de decidir con cuál de los coaches quiere entrenarse en esta competencia, pero si un coach es el único que aprieta el botón, automáticamente, el participante se va a su equipo. Si ninguno de los coaches oprime el botón, significa que el participante queda eliminado.

### Batallas
En las batallas, cada entrenador agrupa en parejas a los miembros de su equipo, para que se enfrenten en un ring y canten la misma canción mostrando así, sus mejores dotes vocales y artísticos. Al final de cada presentación, solo uno de ellos avanza a la siguiente ronda. A partir de la tercera temporada, en esta etapa cada entrenador recibe la oportunidad del «Robo», dos en total, los cuales les permiten salvar e incorporar a sus equipos a concursantes eliminados por otros entrenadores durante esta ronda. En cada temporada, cada entrenador recibe la ayuda de mentores invitados, que le ayudan a asesorar a sus participantes para lucirse y realizar una buena actuación, aportando su punto de vista para tomar la mejor decisión en el equipo. 
En la quinta temporada se implementa la opción de las Batallas abiertas en las cuales el coach puede elegir a los dos participantes de una misma batalla, pero en otra de las batallas debe optar por no elegir a ninguno de los dos concursantes. 

### Sing-Offs
Esta etapa se implementó solamente en la primera temporada. Durante esta, los nueve participantes que sobrevivieron las batallas se enfrentarán una nueva eliminación. Cada coach seleccionará a sus seis mejores artistas, los cuales clasificarán de manera directa a los Shows en vivo. Los tres restantes se enfrentarán en un duelo, cantando la canción que los hizo clasificar en las «audiciones a ciegas». Dos de ellos serán salvados por su coach y clasificarán a la siguiente etapa, de modo que cada equipo tendrá un eliminado y ocho artistas que clasifican.

### Knockouts
Esta instancia se agregó a partir de la segunda temporada. Durante esta ronda, una pareja de participantes del mismo equipo son seleccionados para cantar juntos, pero a diferencia de las batallas, cada concursante canta individualmente una canción. Al final de ambas presentaciones, cada coach selecciona a uno de ellos para que avance a la siguiente ronda. En esta fase, cada entrenador puede robar a participantes que hayan perdido en su Knockout, en la segunda edición fueron dos «robos» por coach y en la tercera solo uno.

### Playoffs
En los Playoffs, los participantes se presentan individualmente en rondas por equipos para demostrar una vez más su talento. En la segunda temporada, cada coach debió salvar a 2 participantes (de los 8 en total), mientras que los demás fueron al voto telefónico, SMS y/o por plataforma digital, para que el público de esta manera salve a 2 más. En esta dinámica, el entrenador queda con 4 participantes. En la tercera edición la dinámica cambió, no hubo voto telefónico y/o por plataforma digital, cada coach salvó 6 participantes (de los 8 en total) y los dos restantes quedaron directamente eliminados.

### Showsen vivo
En esta última fase, cada participante se presenta de manera individual y 100% en vivo ante el público (sin embargo, no se emite en directo en algunos programas), realizando una actuación musical consecutiva con la finalidad de obtener la mayor cantidad de votos por parte de este. Asimismo, no solo se presentarán canciones en solitario, sino que cada participante realizará un dueto con su entrenador o en conjunto con los demás participantes. La palabra y decisión final la tendrá el público, que consagrará a uno de los cuatro finalistas como el ganador.

### La Voz: «El Regreso»
A partir de la tercera temporada, el programa agregó una nueva fase de competencia ya presentada en otras ediciones alrededor del mundo llamada «El Regreso» que es exclusiva de telefe.com y sus plataformas digitales. Los participantes que no lograron girar una silla en las audiciones a ciegas y que hayan quedado eliminados en la etapa de las batallas y knockouts, tienen la oportunidad de ser seleccionados por un quinto coach para enfrentarse entre sí en diferentes rondas y lograr el regreso a la competencia principal.

## Equipo

### Conductores
| Conductor     | Temporadas | Temporadas | Temporadas | Temporadas | Temporadas |
| Conductor     | 1          | 2          | 3          | 4          | 5          |
| ------------- | ---------- | ---------- | ---------- | ---------- | ---------- |
| Marley        |            |            |            |            |            |
| Nico Occhiato |            |            |            |            |            |

#### Host digital
| Conductoras        | Temporadas | Temporadas | Temporadas | Temporadas | Temporadas |
| Conductoras        | 1          | 2          | 3          | 4          | 5          |
| ------------------ | ---------- | ---------- | ---------- | ---------- | ---------- |
| Luli Fernández     |            |            |            |            |            |
| Candelaria Molfese |            |            |            |            |            |
| Stefanía Roitman   |            |            |            |            |            |
| Rocío Igarzábal    |            |            |            |            |            |
| Sofía Martínez     |            |            |            |            |            |
| Santiago Talledo   |            |            |            |            |            |
| Romina Giardina    |            |            |            |            |            |

### Cronología de Coaches
| Coach                         | Temporadas | Temporadas | Temporadas | Temporadas | Temporadas |
| Coach                         | 1          | 2          | 3          | 4          | 5          |
| ----------------------------- | ---------- | ---------- | ---------- | ---------- | ---------- |
| Soledad Pastorutti            |            |            |            |            |            |
| Axel                          |            |            |            |            |            |
| Miranda!                      |            |            |            |            |            |
| José Luis «El Puma» Rodríguez |            |            |            |            |            |
| Ricardo Montaner              |            |            |            |            |            |
| Tini                          |            |            |            |            |            |
| Mau & Ricky                   |            |            |            |            |            |
| Lali                          |            |            |            |            |            |
| Luck Ra                       |            |            |            |            |            |
| Emilia                        |            |            | El regreso |            |            |
| MYA                           |            |            |            | El regreso |            |
| Karina                        |            |            |            |            | El regreso |

Coaches actuales
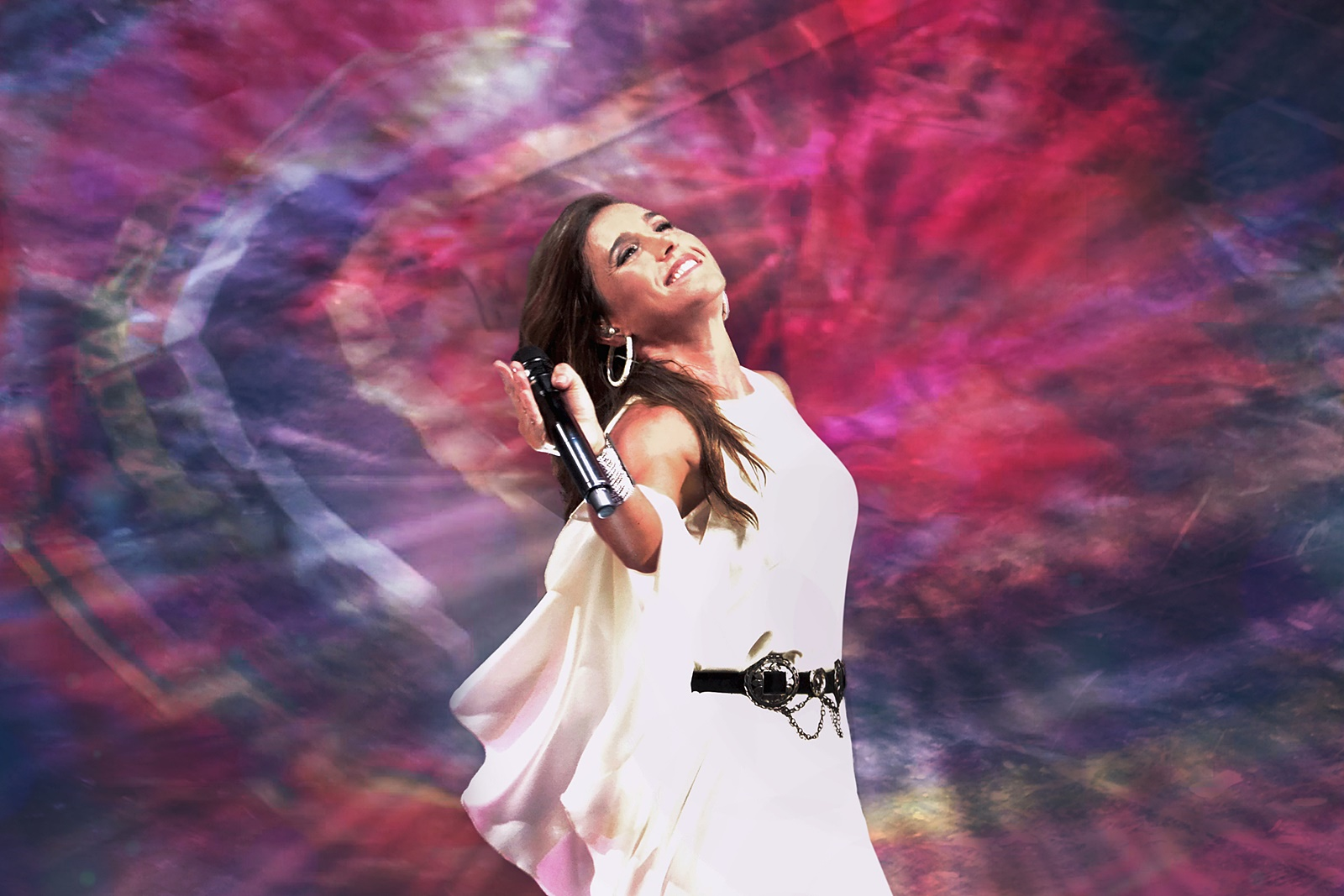
Soledad Pastorutti (2012-presente)
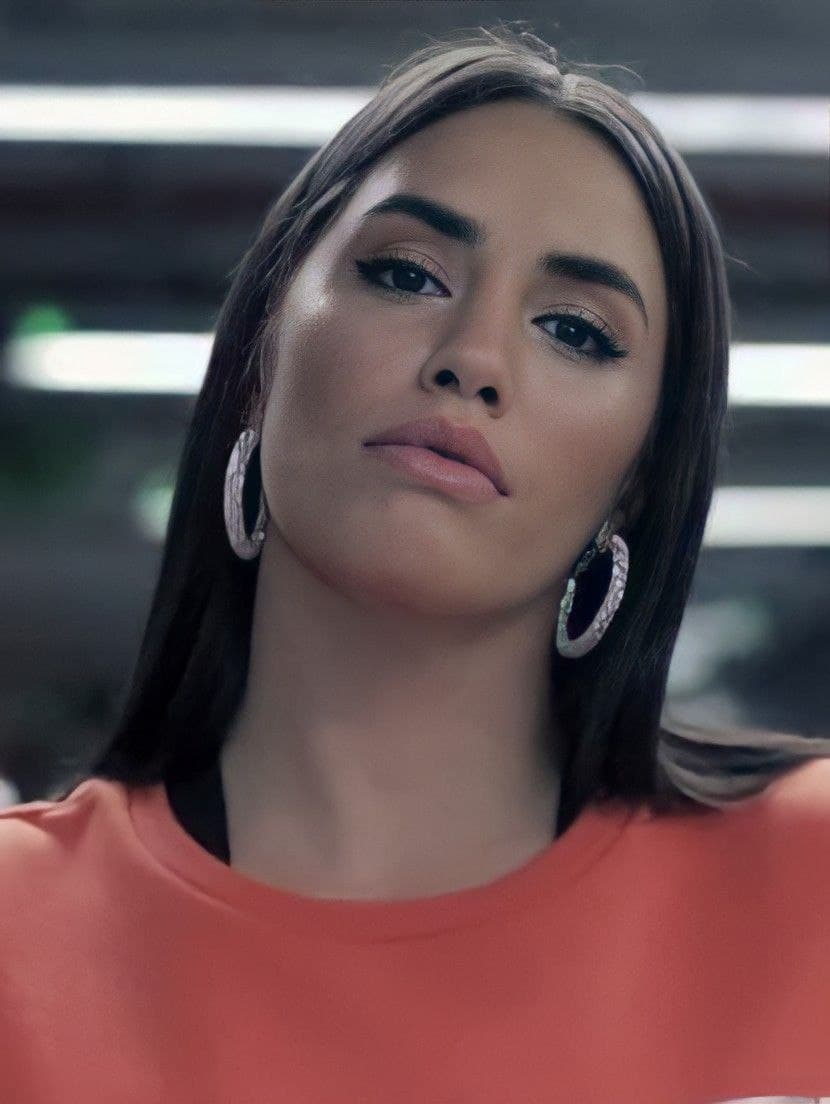
Lali (2021-presente)
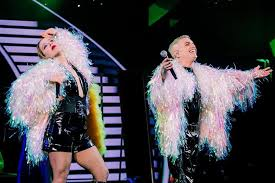
Miranda! (2012, 2025-presente)
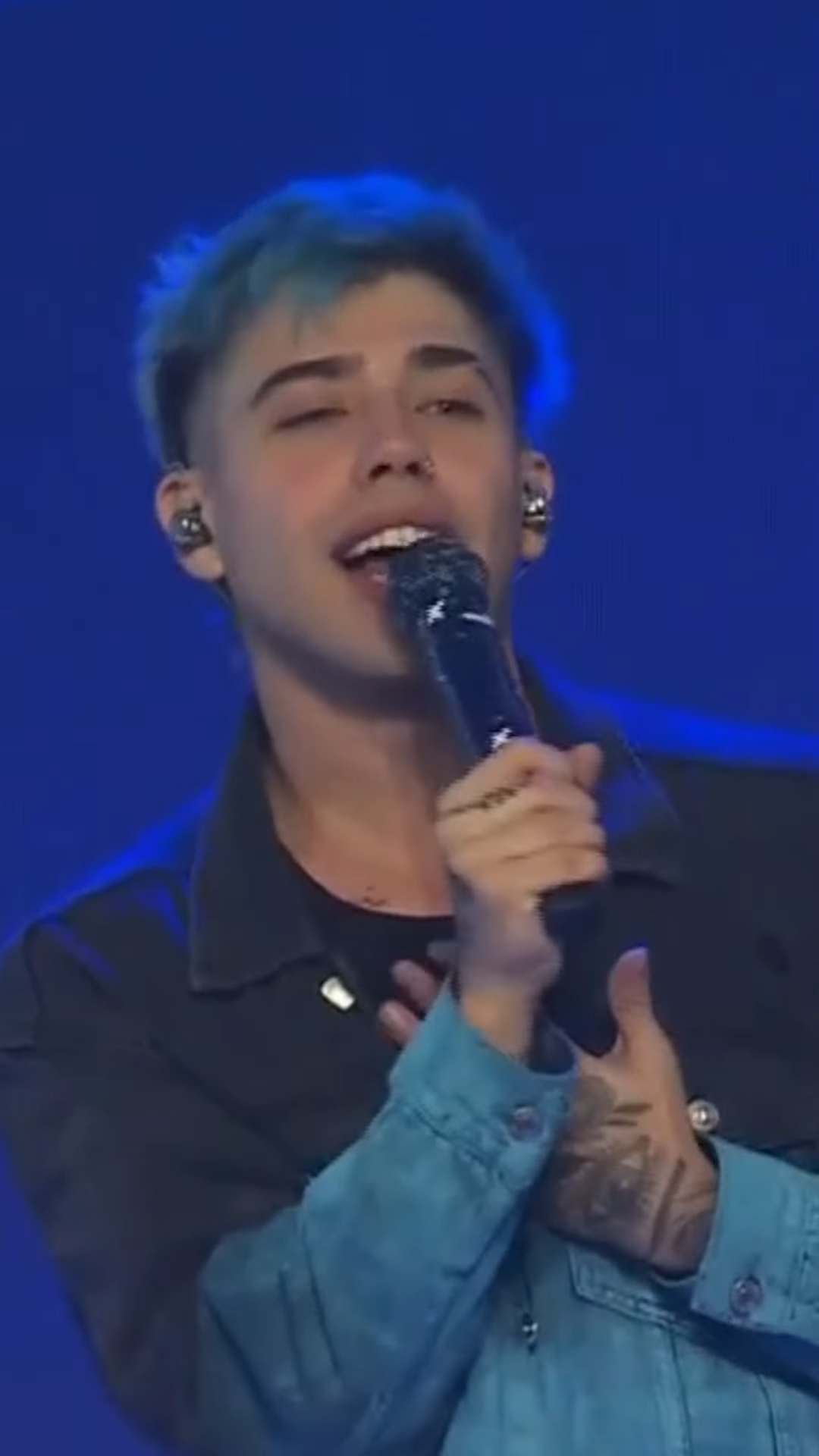
Luck Ra (2025-presente)
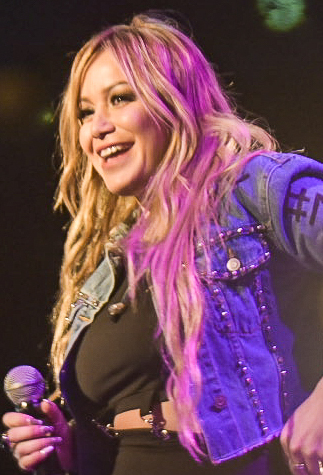
Karina (2025-presente El regreso)

Coaches anteriores
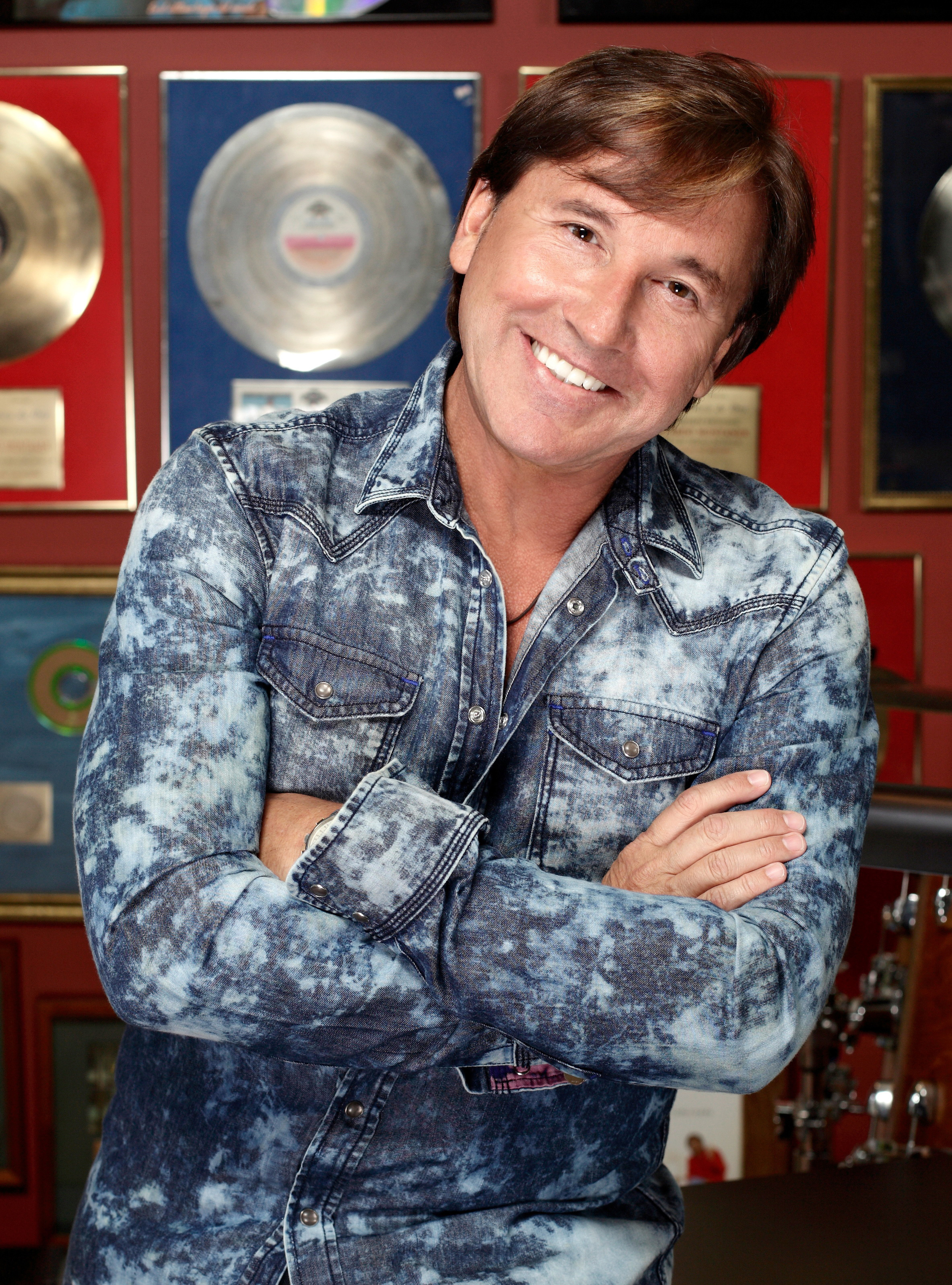
Ricardo Montaner (2018-2022)
Mau & Ricky (2021-2022)
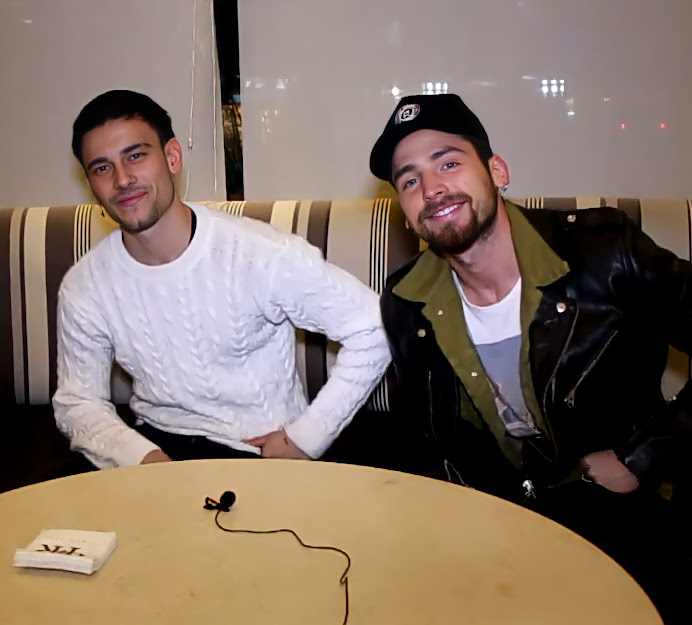
MYA (2022 El regreso)
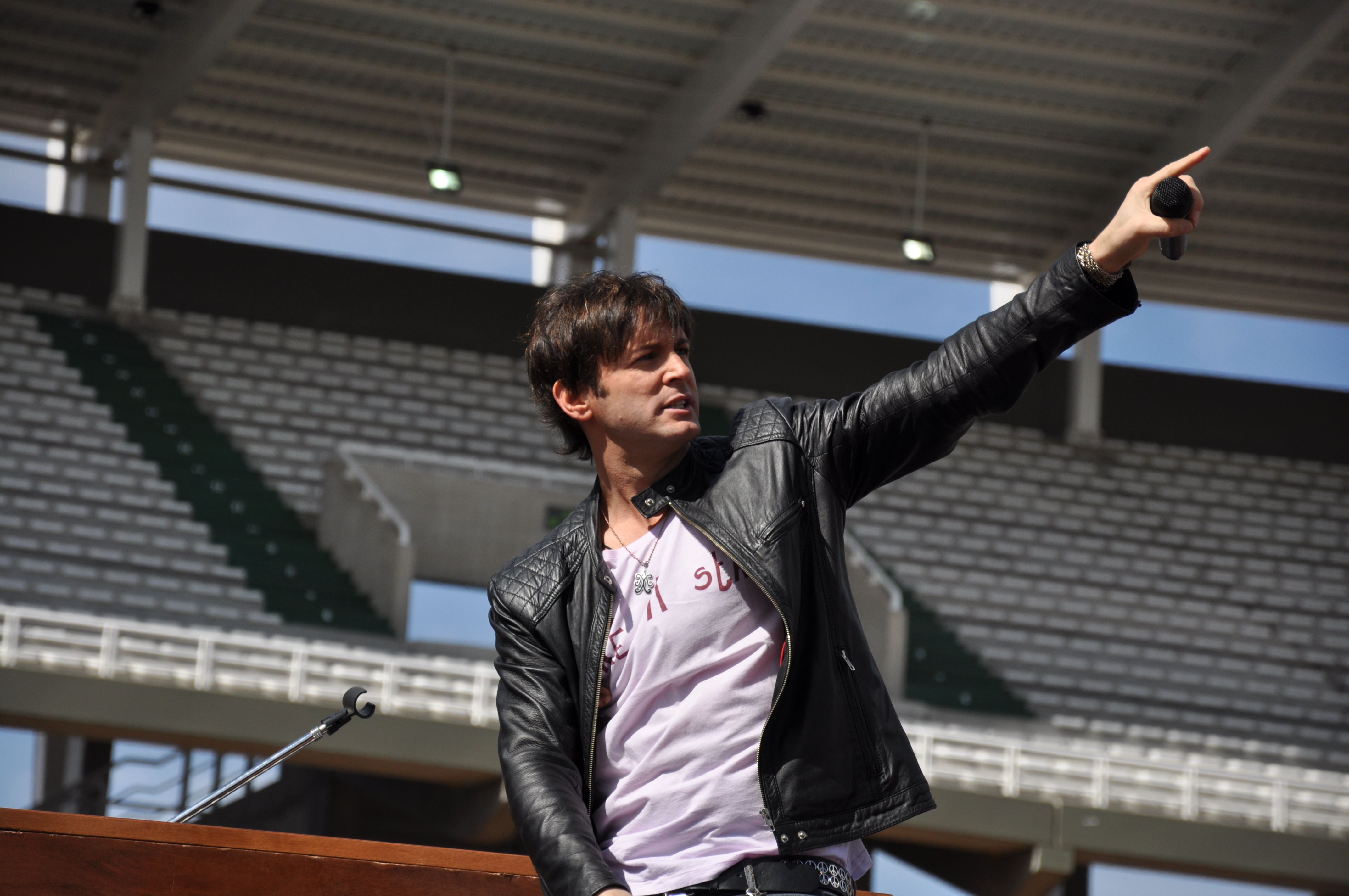
Axel (2012 - 2018)
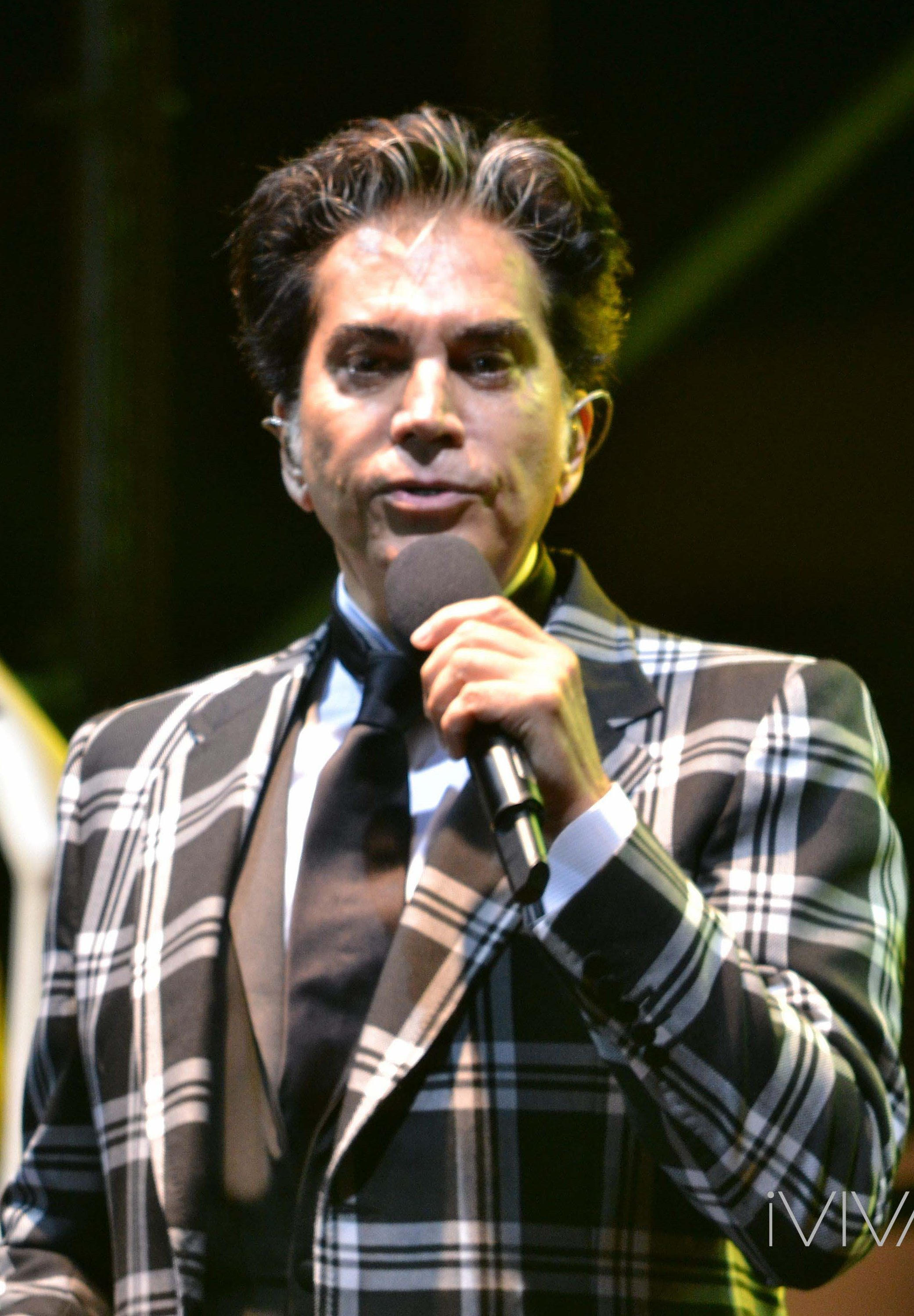
«El Puma» Rodríguez (2012)
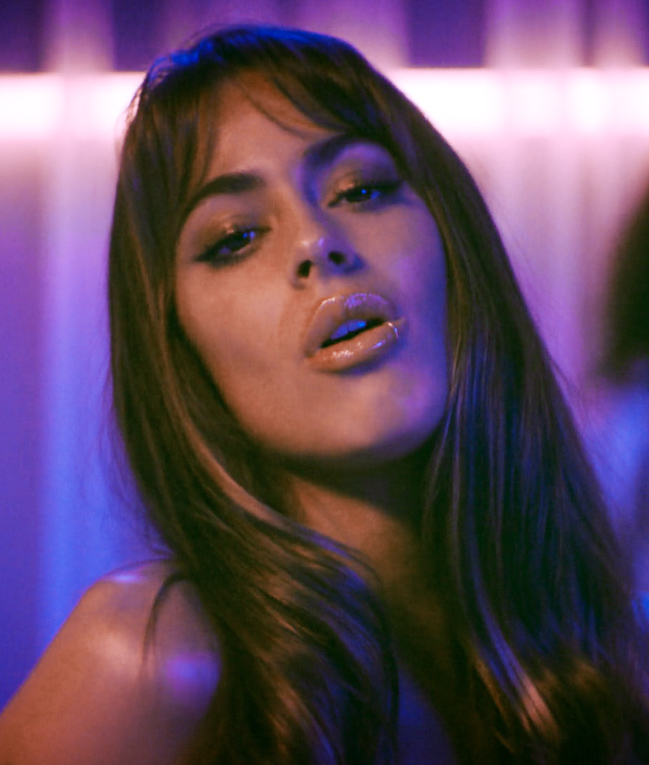
Tini (2018)
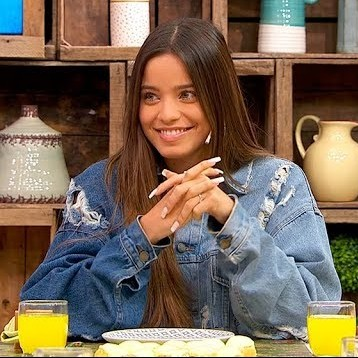
Emilia Mernes (2021 El regreso)

### Co-coaches / Asesores
| Temporada | Co-coaches / Asesores    | Co-coaches / Asesores | Co-coaches / Asesores | Co-coaches / Asesores |
| 1         | Axel                     | Soledad               | Miranda!              | El Puma               |
| --------- | ------------------------ | --------------------- | --------------------- | --------------------- |
| 1         | Noel Schajris            | Coti                  | Hilda Lizarazu        | Nito Mestre           |
| 2         | Montaner                 | Soledad               | Tini                  | Axel                  |
| 2         | Mau & Ricky              | Kany García           | Cali & El Dandee      | Becky G               |
| 2         | Carlos Vives (Knockouts) |                       |                       |                       |
| 3         | Montaner                 | Soledad               | Mau & Ricky           | Lali                  |
| 3         | Nahuel Pennisi           | Miranda!              | Nicki Nicole          | Cazzu                 |
| 3         | Abel Pintos (Playoffs)   |                       |                       |                       |
| 4         | Montaner                 | Soledad               | Mau & Ricky           | Lali                  |
| 4         | (Batallas)               |                       |                       |                       |
| 4         | Palito Ortega            | Karina, la Princesita | Manuel Turizo         | Alex Ubago            |
| 4         | (Knockouts)              |                       |                       |                       |
| 4         | Alejandro Lerner         | Diego Torres          | FMK                   | Mateo Sujatovich      |
| 5         | Lali                     | Luck Ra               | Miranda!              | Soledad               |
| 5         | (Batallas)               |                       |                       |                       |
| 5         | Dillom                   | La Joaqui             | Valeria Lynch         | Yami Safdie           |
| 5         | (Knockouts)              |                       |                       |                       |
| 5         | Zoe Gotusso              | Cazzu                 | Emmanuel Horvilleur   | Chaqueño Palavecino   |

### Equipos (por orden de sillas)
– Juez ganador / concursante. El ganador está en negrita.
     – Juez en segundo lugar / concursante. Finalista aparece primero en la lista.
     – Juez en tercer lugar / concursante. Finalista aparece primero en la lista.
     – Juez en cuarto Lugar. Finalista aparece primero en la lista.
En cursiva los participantes robados.
| Temporada | Entrenadores                                                                     | Entrenadores                                           | Entrenadores                                                      | Entrenadores                                                         |
| 1         | Axel                                                                             | Soledad                                                | Miranda!                                                          | El «Puma» Rodríguez                                                  |
| --------- | -------------------------------------------------------------------------------- | ------------------------------------------------------ | ----------------------------------------------------------------- | -------------------------------------------------------------------- |
| 1         | Mateo IturbideMaría Inés RollerSilvia FernándezNicolás Sosa                      | Gustavo CorvalánIván di PaoloLaura DimontiMario Suárez | Mariano PobleteMiguel Ángel RodaPablo Utrera (†) Gonzalo Andrada  | Antonela CirilloJosé Luis BartolillaJordana BattagliaAlejandro Serra |
| 2         | Ricardo Montaner                                                                 | Soledad                                                | Tini                                                              | Axel                                                                 |
| 2         | Braulio AssanelliMario VilurónPablo CarrascoIrvin Escobar                        | Lucas BelbrunoDarío LazarteDúo SalteñoSofía Morales    | Juliana GallipolitiIsabel AladroJuan Pablo NievesAgustín Iturbide | Amorina AldayFederico GómezPedro AntonioJorge Jofré                  |
| 3         | Ricardo Montaner                                                                 | Soledad                                                | Mau & Ricky                                                       | Lali                                                                 |
| 3         | Ezequiel PedrazaIgnacio SagaláDenis y Axel OrtizSteffania ÚttaroJacinta Sandoval | Francisco BenítezLuna SuárezAlex FreidigPatricio Mai   | Luz GaggiMagdalena CullenMarcos OlaguibetLautaro Cabrera          | Nicolás OlmedoPaula ChouhySantiago BordaMargarita López              |
| 4         | Ricardo Montaner                                                                 | Soledad                                                | Mau & Ricky                                                       | Lali                                                                 |
| 4         | Elías PardalNaiquén GalizioJulia FerrónEmanuel Cerrudo                           | Yhosva MontoyaHuilén CurráDamián AyalaMartín Ronconi   | Iván PapettiOctavio MuratoreCecilia MirabileFrancisco Escudero    | Ángela NavarroTomás SaguésEmilia SolerJuan Manuel Godoy              |

## Resumen
| Temp. | Año  | Ganador           | Subcampeón      | Tercer lugar     | Cuarto lugar        | Coach Ganador    | Conductor        | Coaches (orden de las sillas) | Coaches (orden de las sillas) | Coaches (orden de las sillas) | Coaches (orden de las sillas) |
| Temp. | Año  | Ganador           | Subcampeón      | Tercer lugar     | Cuarto lugar        | Coach Ganador    | Conductor        | 1                             | 2                             | 3                             | 4                             |
| ----- | ---- | ----------------- | --------------- | ---------------- | ------------------- | ---------------- | ---------------- | ----------------------------- | ----------------------------- | ----------------------------- | ----------------------------- |
| 1     | 2012 | Gustavo Corvalán  | Mariano Poblete | Antonela Cirillo | Mateo Iturbide      | Soledad          | Marley           | Axel                          | Soledad                       | Miranda!                      | Puma                          |
| 2     | 2018 | Braulio Assanelli | Lucas Belbruno  | Amorina Alday    | Juliana Gallipoliti | Ricardo Montaner | Marley           | Montaner                      | Soledad                       | Tini                          | Axel                          |
| 3     | 2021 | Francisco Benítez | Luz Gaggi       | Nicolás Olmedo   | Ezequiel Pedraza    | Soledad          | Marley           | Montaner                      | Soledad                       | Mau y Ricky                   | Lali                          |
| 4     | 2022 | Yhosva Montoya    | Ángela Navarro  | Iván Papetti     | Elías Pardal        | Soledad          | Marley           | Montaner                      | Soledad                       | Mau y Ricky                   | Lali                          |
| 5     | 2025 | A definir         | A definir       | A definir        | A definir           | A definir        | Nicolás Occhiato | Lali                          | Luck Ra                       | Miranda!                      | Soledad                       |

## Temporadas

### Primera temporada: 2012
La primera temporada se emitió todos los domingos a las 22:00 desde el 1° de julio de 2012 hasta el 2 de diciembre de 2012. Gustavo Corvalán fue el ganador del equipo Soledad.
| Clasificación | Artistas         | Equipo              | Canción            | Resultado     |
| ------------- | ---------------- | ------------------- | ------------------ | ------------- |
| 1             | Gustavo Corvalán | Soledad             | «A puro dolor»     | Ganador       |
| 2             | Mariano Poblete  | Miranda!            | «La bifurcada»     | Segundo lugar |
| 3             | Antonela Cirillo | «El Puma» Rodríguez | «What a Feeling»   | Tercer lugar  |
| 4             | Mateo Iturbide   | Axel                | «De música ligera» | Cuarto lugar  |

### Segunda temporada: 2018
La segunda temporada se emitió de lunes a viernes a las 21:30, desde el lunes 1° de octubre de 2018 hasta el 16 de diciembre de 2018. Braulio Assanelli fue consagrado ganador del equipo Montaner.
| Clasificación | Artistas            | Equipo           | Canción                 | Resultado     |
| ------------- | ------------------- | ---------------- | ----------------------- | ------------- |
| 1             | Braulio Assanelli   | Ricardo Montaner | «Hoy tengo ganas de ti» | Ganador       |
| 2             | Lucas Belbruno      | Soledad          | «Seré»                  | Segundo lugar |
| 3             | Amorina Alday       | Axel             | «Como la flor»          | Tercer lugar  |
| 4             | Juliana Gallipoliti | Tini             | «I Say a Little Prayer» | Cuarto lugar  |

### Tercera temporada: 2021
La tercera temporada se emitió de lunes a viernes y domingos de 22:30 a 00:00 desde el 24 de junio de 2021 hasta el 5 de septiembre del mismo año. Francisco Benítez fue consagrado como ganador del equipo Soledad.
| Clasificación | Artistas          | Equipo           | Canción             | Resultado     |
| ------------- | ----------------- | ---------------- | ------------------- | ------------- |
| 1             | Francisco Benítez | Soledad          | «Gracias a la vida» | Ganador       |
| 2             | Luz Gaggi         | Mau & Ricky      | «Halo»              | Segundo lugar |
| 3             | Nicolás Olmedo    | Lali             | «Resistiré»         | Tercer lugar  |
| 4             | Ezequiel Pedraza  | Ricardo Montaner | «Entrégate»         | Cuarto lugar  |

### Cuarta temporada: 2022
La cuarta temporada se emitió de lunes a jueves y domingos de 22:30 a 00:00 desde el 5 de junio de 2022 hasta el 12 de septiembre del mismo año. Yhosva Montoya fue consagrado como ganador del equipo Soledad.
| Clasificación | Artistas       | Equipo           | Canción            | Resultado     |
| ------------- | -------------- | ---------------- | ------------------ | ------------- |
| 1             | Yhosva Montoya | Soledad          | «Piedra y camino»  | Ganador       |
| 2             | Ángela Navarro | Lali             | «Oye»              | Segundo lugar |
| 3             | Iván Papetti   | Mau & Ricky      | «Piel canela»      | Tercer lugar  |
| 4             | Elías Pardal   | Ricardo Montaner | «De música ligera» | Cuarto lugar  |

### Quinta temporada: 2025
La quinta temporada se emite de lunes a jueves de 21:45 a 23:15 y domingos de 21:45 a 23:30. Su emisión empezó desde el 23 de junio de 2025.

## Premios y nominaciones
| Lista de premios y nominaciones | Lista de premios y nominaciones | Lista de premios y nominaciones                                | Lista de premios y nominaciones               | Lista de premios y nominaciones | Lista de premios y nominaciones |
| Año                             | Ceremonia de premiación         | Categoría                                                      | Nominado/a (s)                                | Resultado                       | Ref(s)                          |
| ------------------------------- | ------------------------------- | -------------------------------------------------------------- | --------------------------------------------- | ------------------------------- | ------------------------------- |
| 2012                            | Premios Tato                    | Mejor arte e imagen en no ficción                              | Martin Seijas                                 | Ganador                         | [ 13 ]                          |
| 2012                            | Premios Tato                    | Mejor programa de entretenimientos                             | La Voz Argentina (T1)                         | Ganador                         | [ 13 ]                          |
| 2012                            | Premios Tato                    | Mejor producción en no ficción                                 | Juan Parodi                                   | Ganador                         | [ 13 ]                          |
| 2012                            | Premios Tato                    | Mejor conducción masculina                                     | Marley                                        | Nominado                        | [ 13 ]                          |
| 2012                            | Premios Tato                    | Mejor dirección en no ficción                                  | Fernando Emiliozzi                            | Nominado                        | [ 13 ]                          |
| 2012                            | Premios Martín Fierro           | Mejor reality show                                             | La Voz Argentina (T1)                         | Nominado                        | [ 14 ]                          |
| 2012                            | Premios Martín Fierro           | Mejor conducción masculina                                     | Marley                                        | Nominado                        | [ 14 ]                          |
| 2013                            | Premios Fund TV                 | Mejor programa de espectáculo artístico                        | La Voz Argentina (T2)                         | Ganador                         | [ 15 ]                          |
| 2018                            | Premios Martín Fierro           | Mejor programa de entretenimientos                             | La Voz Argentina (T2)                         | Nominado                        | [ 16 ]                          |
| 2018                            | Premios Martín Fierro           | Mejor conducción masculina                                     | Marley                                        | Ganador                         | [ 16 ]                          |
| 2019                            | Premios Emmy Internacional      | Mejor programa de entretenimiento sin guion                    | La Voz Argentina (T2)                         | Nominado                        | [ 17 ]                          |
| 2021                            | Premios Martín Fierro           | Mejor Big Show                                                 | La Voz Argentina (T3)                         | Ganador                         | [ 18 ]                          |
| 2021                            | Premios Martín Fierro           | Mejor jurado de televisión                                     | Ricardo Montaner, Soledad, Lali y Mau & Ricky | Ganador                         | [ 18 ]                          |
| 2021                            | Premios Martín Fierro           | Mejor conducción masculina                                     | Marley                                        | Nominado                        | [ 18 ]                          |
| 2021                            | Premios Martín Fierro           | Artista revelación                                             | Mau & Ricky                                   | Nominado                        | [ 18 ]                          |
| 2021                            | Premios Martín Fierro           | Mejor producción integral                                      | La Voz Argentina (T3)                         | Nominado                        | [ 18 ]                          |
| 2021                            | Premios Promax                  | Program Campaing (In-House)                                    | La Voz Argentina (T3)                         | Plata                           | [ 19 ]                          |
| 2021                            | Premios Promax                  | Entertainment / Music / Variety Promo                          | La Voz Argentina (T3)                         | Oro                             | [ 19 ]                          |
| 2021                            | Premios Promax                  | Reality Promo                                                  | La Voz Argentina (T3)                         | Oro                             | [ 19 ]                          |
| 2021                            | Premios Promax                  | Directing (Promos)                                             | La Voz Argentina (T3)                         | Oro                             | [ 19 ]                          |
| 2021                            | Premios Promax                  | Imagen promo campaing                                          | La Voz Argentina (T3)                         | Oro                             | [ 19 ]                          |
| 2022                            | Premios Emmy Internacional      | Mejor programa de entretenimiento sin guion                    | La Voz Argentina (T3)                         | Nominado                        | [ 20 ]                          |
| 2022                            | Produ Awards                    | Mejor contenido de realidad de competencia extranjero adaptado | La Voz Argentina (T3)                         | Nominado                        | [ 21 ] [ 22 ]                   |
| 2022                            | Produ Awards                    | Mejor apertura / cabezote / identidad / promoción              | La Voz Argentina (T3)                         | Nominado                        | [ 21 ] [ 22 ]                   |
| 2022                            | Produ Awards                    | Mejor presentador de TV de reality / game show                 | Marley                                        | Nominado                        | [ 21 ] [ 22 ]                   |
| 2022                            | Produ Awards                    | Mejor campaña lanzamiento de contenido                         | La Voz Argentina (T3)                         | Ganador                         | [ 21 ] [ 22 ]                   |
| 2023                            | Premios Martín Fierro           | Mejor Big Show                                                 | La Voz Argentina (T4)                         | Ganador                         |                                 |